# Saint-Paul (Gironde)
Pour les articles homonymes, voir Saint-Paul.
Saint-Paul est une commune du Sud-Ouest de la France, dans le département de la Gironde, en région Nouvelle-Aquitaine.

## Géographie

### Localisation
La commune est située dans le Blayais, au nord-est du canton de Blaye  sur la rive droite de l'estuaire de la Gironde. Elle appartient, selon le zonage de 2020, à l'unité urbaine de Blaye.

### Communes limitrophes
Les communes limitrophes sont Cartelègue, Berson, Campugnan, Cars, Générac, Mazion, Saint-Girons-d'Aiguevives, Saint-Martin-Lacaussade et Saint-Seurin-de-Cursac.
| Mazion                  | Cartelègue | Campugnan, Générac        |
| Saint-Seurin-de-Cursac  | Saint-Paul | Saint-Girons-d'Aiguevives |
| Saint-Martin-Lacaussade | Cars       | Berson                    |

### Climat
Pour des articles plus généraux, voir Climat de la Nouvelle-Aquitaine et Climat de la Gironde.
Historiquement, la commune est exposée à un climat océanique aquitain.  
En 2020, Météo-France publie une typologie des climats de la France métropolitaine dans laquelle la commune est exposée à un climat océanique et est dans la région climatique  Aquitaine, Gascogne, caractérisée par une pluviométrie abondante au printemps, modérée en automne, un faible ensoleillement au printemps, un été chaud (19,5 °C), des vents faibles, des brouillards fréquents en automne et en hiver et des orages fréquents en été (15 à 20 jours).
Pour la période 1971-2000, la température annuelle moyenne est de 13,4 °C, avec une amplitude thermique annuelle de 14,2 °C. Le cumul annuel moyen de précipitations est de 863 mm, avec 12,1 jours de précipitations en janvier et 6,3 jours en juillet. Pour la période 1991-2020, la température moyenne annuelle observée sur la station météorologique la plus proche, située sur la commune de Saint-Savin à 12 km à vol d'oiseau, est de 13,9 °C et le cumul annuel moyen de précipitations est de 835,2 mm,. Pour l'avenir, les paramètres climatiques de la commune estimés pour 2050 selon différents scénarios d’émission de gaz à effet de serre sont consultables sur un site dédié publié par Météo-France en novembre 2022.

## Urbanisme

### Typologie
Au 1er janvier 2024, Saint-Paul est catégorisée commune rurale à habitat dispersé, selon la nouvelle grille communale de densité à sept niveaux définie par l'Insee en 2022.
Elle appartient à l'unité urbaine de Blaye, une agglomération intra-départementale regroupant neuf  communes, dont elle est une commune de la banlieue,,. Par ailleurs la commune fait partie de l'aire d'attraction de Blaye, dont elle est une commune de la couronne,. Cette aire, qui regroupe 13 communes, est catégorisée dans les aires de moins de 50 000 habitants,.

### Occupation des sols

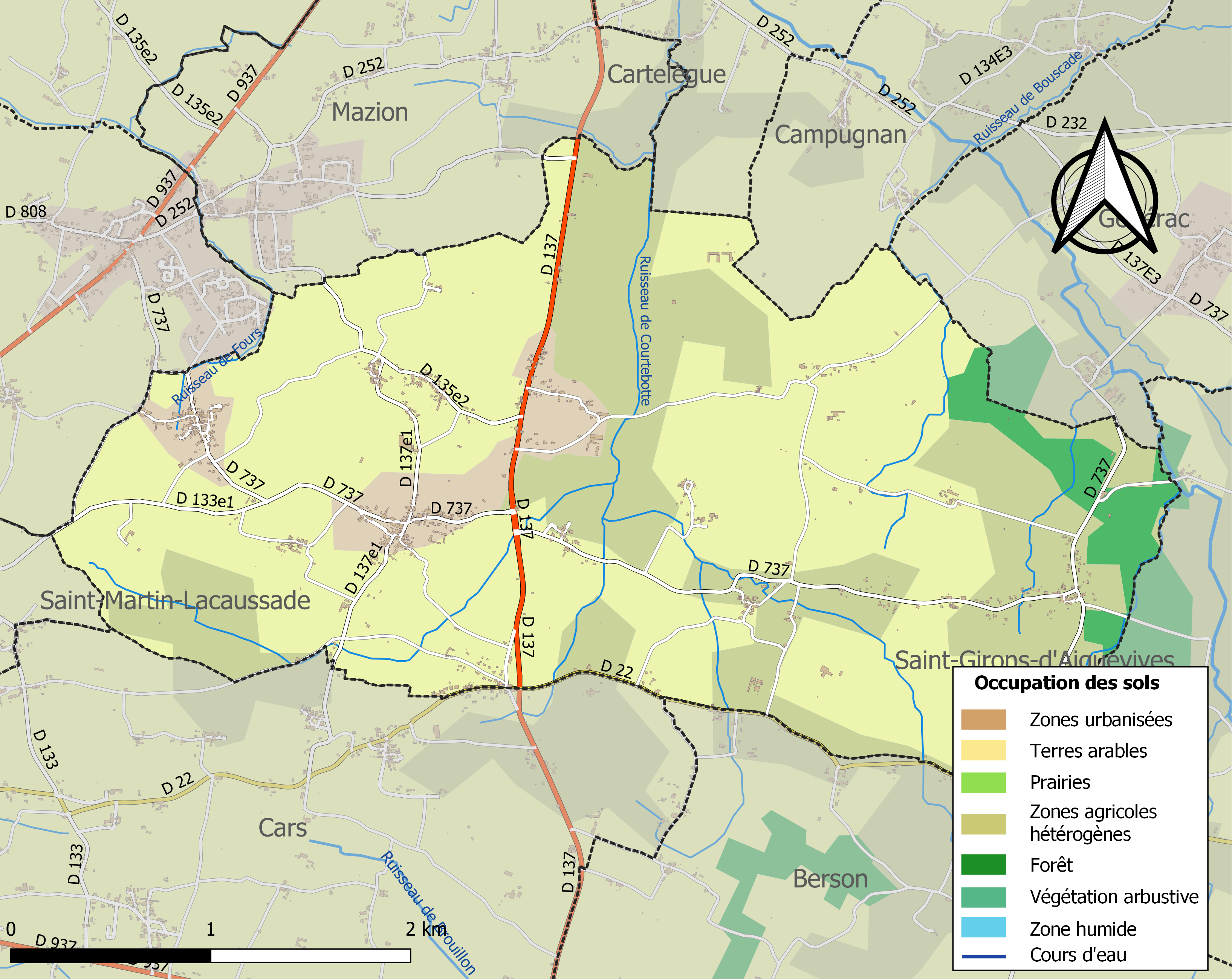
Carte des infrastructures et de l'occupation des sols de la commune en 2018 (CLC).

L'occupation des sols de la commune, telle qu'elle ressort de la base de données européenne d’occupation biophysique des sols Corine Land Cover (CLC), est marquée par l'importance des territoires agricoles (90,5 % en 2018), en diminution par rapport à 1990 (96,5 %). La répartition détaillée en 2018 est la suivante : 
cultures permanentes (63,1 %), zones agricoles hétérogènes (27,4 %), zones urbanisées (5,9 %), forêts (3,5 %). L'évolution de l’occupation des sols de la commune et de ses infrastructures peut être observée sur les différentes représentations cartographiques du territoire : la carte de Cassini (XVIIIe siècle), la carte d'état-major (1820-1866) et les cartes ou photos aériennes de l'IGN pour la période actuelle (1950 à aujourd'hui).

### Voies de communication et transports
Le bourg est traversé par la route départementale D137, ancienne route nationale 137 « Bordeaux -Saint-Malo ».

### Risques majeurs
Le territoire de la commune de Saint-Paul est vulnérable à différents aléas naturels : météorologiques (tempête, orage, neige, grand froid, canicule ou sécheresse) et séisme (sismicité faible). Il est également exposé à un risque technologique, le risque nucléaire. Un site publié par le BRGM permet d'évaluer simplement et rapidement les risques d'un bien localisé soit par son adresse soit par le numéro de sa parcelle.

#### Risques naturels

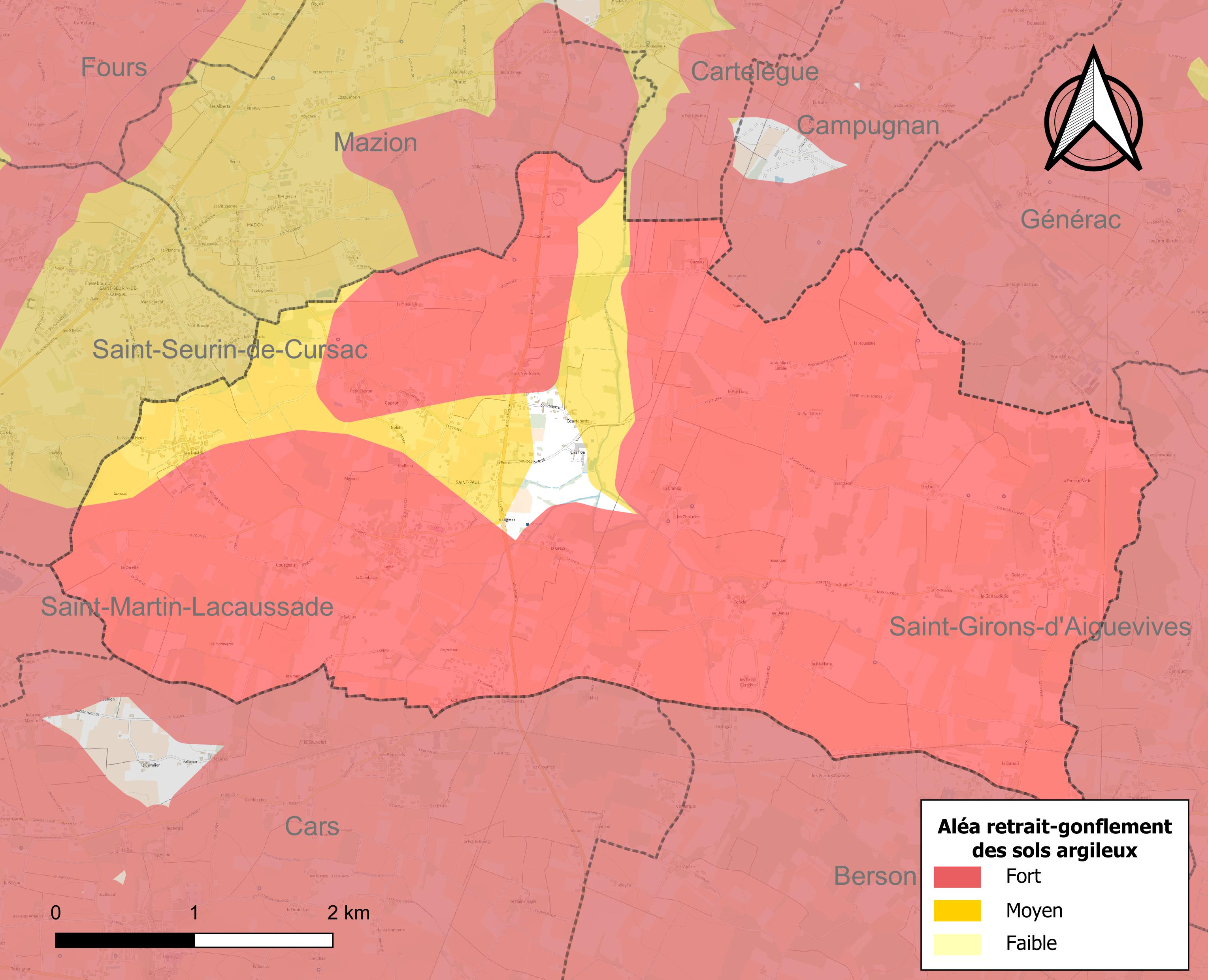
Carte des zones d'aléa retrait-gonflement des sols argileux de Saint-Paul.

Le retrait-gonflement des sols argileux est susceptible d'engendrer des dommages importants aux bâtiments en cas d’alternance de périodes de sécheresse et de pluie. 98,2 % de la superficie communale est en aléa moyen ou fort (67,4 % au niveau départemental et 48,5 % au niveau national). Sur les 464 bâtiments dénombrés sur la commune en 2019, 449 sont en aléa moyen ou fort, soit 97 %, à comparer aux 84 % au niveau départemental et 54 % au niveau national. Une cartographie de l'exposition du territoire national au retrait gonflement des sols argileux est disponible sur le site du BRGM,.
La commune a été reconnue en état de catastrophe naturelle au titre des dommages causés par les inondations et coulées de boue survenues en 1982, 1988, 1999 et 2009, par la sécheresse en 2003, 2005 et 2011 et par des mouvements de terrain en 1999.

#### Risques technologiques
La commune étant située totalement dans le périmètre du plan particulier d'intervention (PPI) de 20 km autour de la centrale nucléaire du Blayais, elle est exposée au risque nucléaire. En cas d'accident nucléaire, une alerte est donnée par différents médias (sirène, sms, radio, véhicules). Dès l'alerte, les personnes habitant dans le périmètre de 2 km se mettent à l'abri. Les personnes habitant dans le périmètre de 20 km peuvent être amenées, sur ordre du préfet, à évacuer et ingérer des comprimés d’iode stable,,.

## Toponymie
Les habitants en sont les Saint-Paulais

## Histoire
L’implantation de l’homme sur le territoire de Saint-Paul est précoce. En effet, des outils primitifs préhistoriques sont trouvés sur le site. Par ailleurs, les tombeaux en pierre et les fragments d’armes, qui peuvent correspondre à un cimetière mérovingien, signalés par E. Féret avant 1893, définissent le peuplement du Haut Moyen Âge sur la commune. Il semble que des châteaux en bois de l’époque féodale soient édifiés sur des mottes artificielles. Les vestiges du château de Lamothe, dans le bourg, sont probablement élevés sur une de ces mottes anciennes.
Au XIIe siècle, l’église est confirmée comme possession de l’abbaye Saint-Romain-de-Blaye par une bulle du pape Innocent II. Aussi, la paroisse est-elle évoquée un siècle plus tard sous le nom de Sanctus Paulus in Blaesio. Elle est de nouveau mentionnée en 1604, car devant les désordres de préséance, l’archevêque édicte un ordre concernant le pain bénit qui doit être porté à l’entrée de l’église, à l’issue de la grand-messe.
Par ailleurs, Saint-Paul conserve de nombreuses habitations très intéressantes, comme Cazeau, bâtie vers 1787, sur les ruines d’une maison forte, mais encore Lagrange, La Magdelaine, la maison Janty, La Rivalerie, la maison Boissonnot et le presbytère. Toutes, en effet, témoignent du riche passé de Saint-Paul. D’ailleurs, Meneau, maison noble du XVIIe siècle, figure sur d’anciens titres sous le nom de Motte Saint-Paul.

## Politique et administration

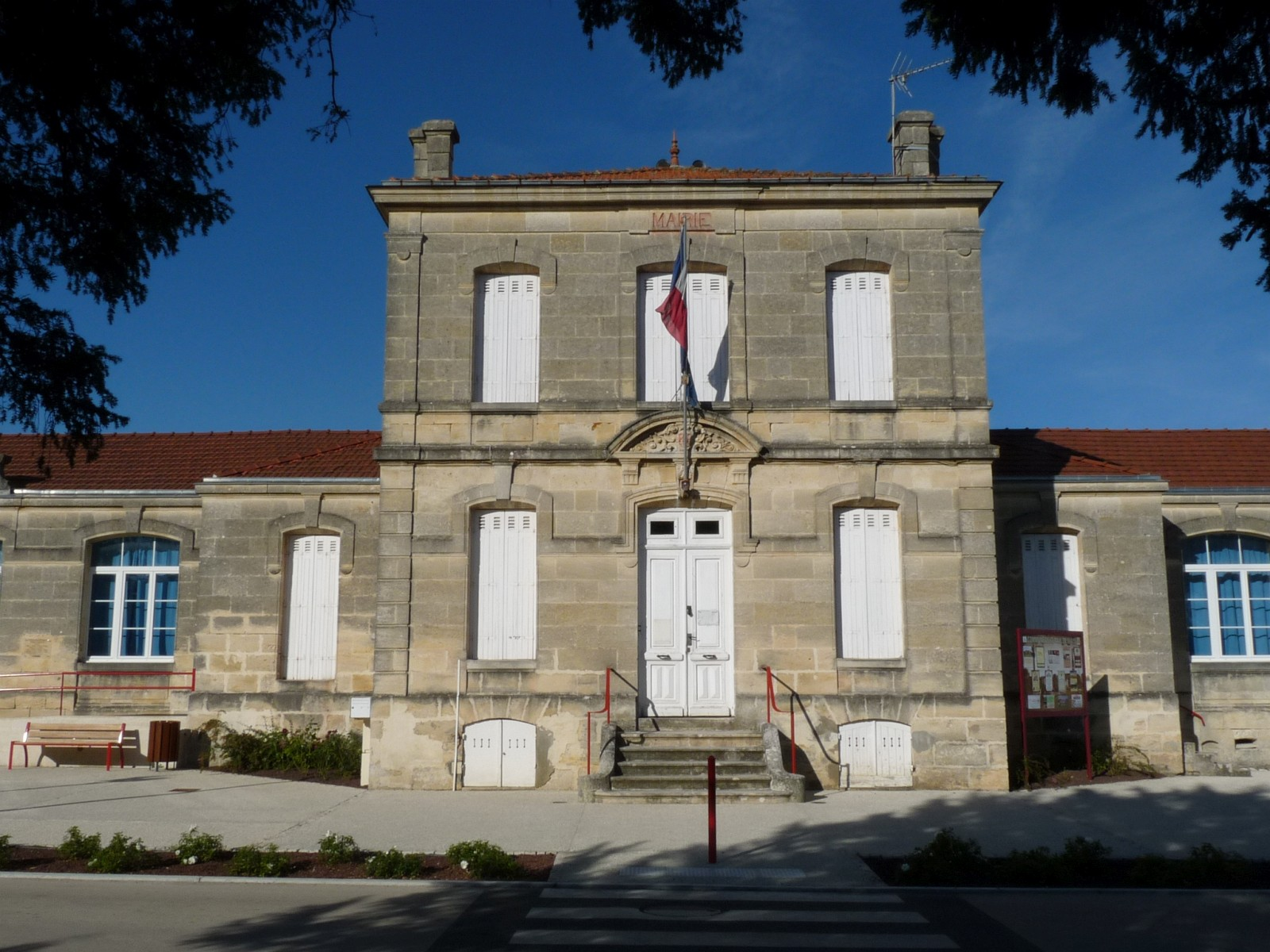
La mairie

| Période                                  | Période                       | Identité         | Étiquette | Qualité                    |
| ---------------------------------------- | ----------------------------- | ---------------- | --------- | -------------------------- |
| Les données manquantes sont à compléter. |                               |                  |           |                            |
| mars 2001                                | 2008                          | Jean Luc Buetas  | SE        |                            |
| mars 2008                                | En cours (au 6 décembre 2014) | Jean-Pierre Duez |           | Retraité Fonction publique |

## Démographie
L'évolution du nombre d'habitants est connue à travers les recensements de la population effectués dans la commune depuis 1793. Pour les communes de moins de 10 000 habitants, une enquête de recensement portant sur toute la population est réalisée tous les cinq ans, les populations de référence des années intermédiaires étant quant à elles estimées par interpolation ou extrapolation. Pour la commune, le premier recensement exhaustif entrant dans le cadre du nouveau dispositif a été réalisé en 2004.

En 2022, la commune comptait 1 032 habitants, en évolution de +12,91 % par rapport à 2016 (Gironde : +6,91 %, France hors Mayotte : +2,11 %).
| 1793 | 1800 | 1806 | 1821 | 1831  | 1836  | 1841  | 1846  | 1851  |
| ---- | ---- | ---- | ---- | ----- | ----- | ----- | ----- | ----- |
| 990  | 910  | 927  | 980  | 1 020 | 1 074 | 1 045 | 1 002 | 1 037 |

| 1856  | 1861  | 1866  | 1872  | 1876  | 1881  | 1886 | 1891 | 1896 |
| ----- | ----- | ----- | ----- | ----- | ----- | ---- | ---- | ---- |
| 1 057 | 1 072 | 1 108 | 1 097 | 1 040 | 1 013 | 954  | 945  | 932  |

| 1901 | 1906  | 1911 | 1921 | 1926 | 1931 | 1936 | 1946 | 1954 |
| ---- | ----- | ---- | ---- | ---- | ---- | ---- | ---- | ---- |
| 978  | 1 001 | 957  | 916  | 857  | 817  | 810  | 718  | 731  |

| 1962 | 1968 | 1975 | 1982 | 1990 | 1999 | 2004 | 2006 | 2009 |
| ---- | ---- | ---- | ---- | ---- | ---- | ---- | ---- | ---- |
| 807  | 750  | 704  | 777  | 831  | 859  | 884  | 869  | 939  |

| 2014 | 2019 | 2022  | - | - | - | - | - | - |
| ---- | ---- | ----- | - | - | - | - | - | - |
| 933  | 977  | 1 032 | - | - | - | - | - | - |

La population se compose de 50,9 % de femmes et 49,1 % d’hommes. 386 habitants sont actifs occupés et 61 sont chômeurs ce qui fixe le taux de chômage à 13,6 % de la population active.

## Économie

### Agriculture
L'activité économique est essentiellement tournée vers la viticulture, vignoble de Blaye. 32 déclarants agricoles produisent du vin classé en « Côtes de Blaye, Appellation Blaye et Premières Côtes de Blaye ».

### Commerces
L'épicerie du centre-bourg dispose d'un point-poste et d'un dépôt de pain et presse.

### Tourisme
La commune de Saint-Paul fait partie du réseau « Blaye Bourg Terres d’Estuaire » regroupant depuis 2018 les Offices de Tourisme de Blaye, Bourg Cubzaguais, Saint-Ciers-sur-Gironde et Saint-Savin.
Quelques gîtes ruraux et chambres d'hôtes sont aussi sur la commune.

## Équipements, services et vie locale

### Enseignement
La commune possède une école primaire accueillant une centaine d'élèves de la maternelle au CM2.

### Sports et loisirs
La salle des fêtes a été restructurée en 2002. Il y a aussi un court de tennis, une aire multi-sports, une bibliothèque municipale.

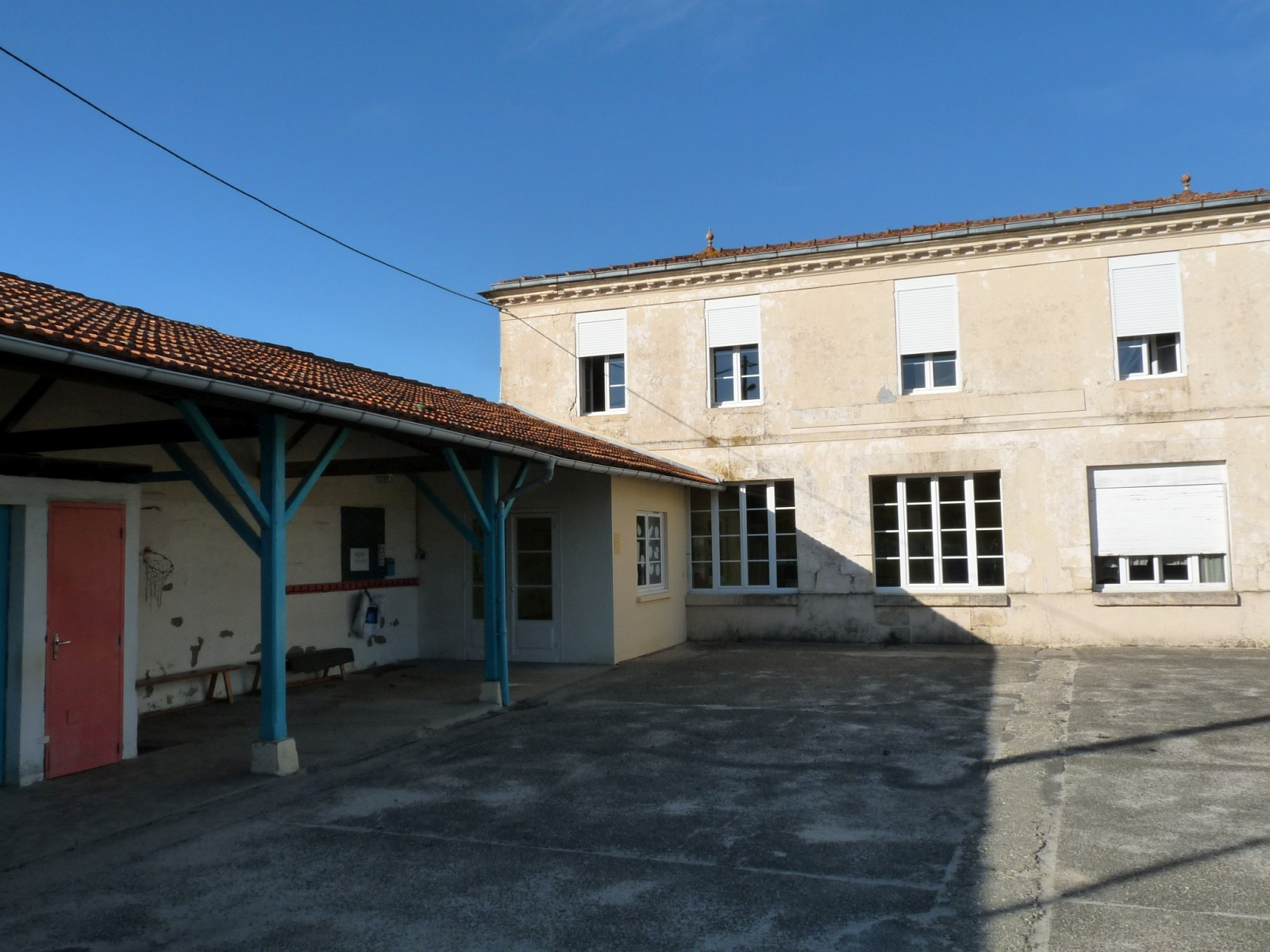
L'école
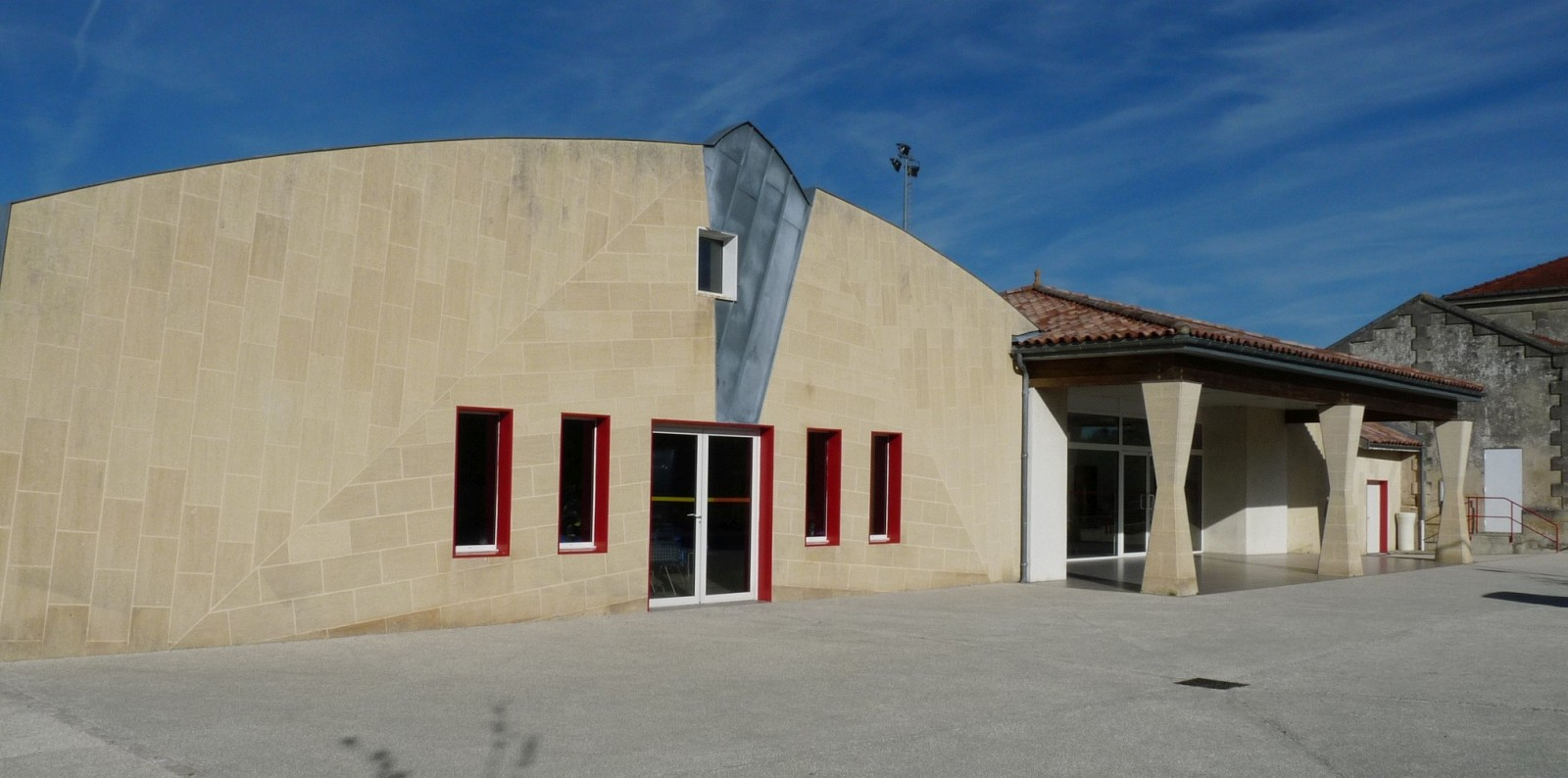
La salle des fêtes

## Culture locale et patrimoine

### Lieux et monuments
L'église paroissiale Saint-Eutrope, construite en 1901, est de style néo-roman. Elle est dédiée à saint Eutrope, évêque de Saintes martyrisé, et but de pèlerinages au Moyen Âge. Le presbytère date du XVIIe siècle.

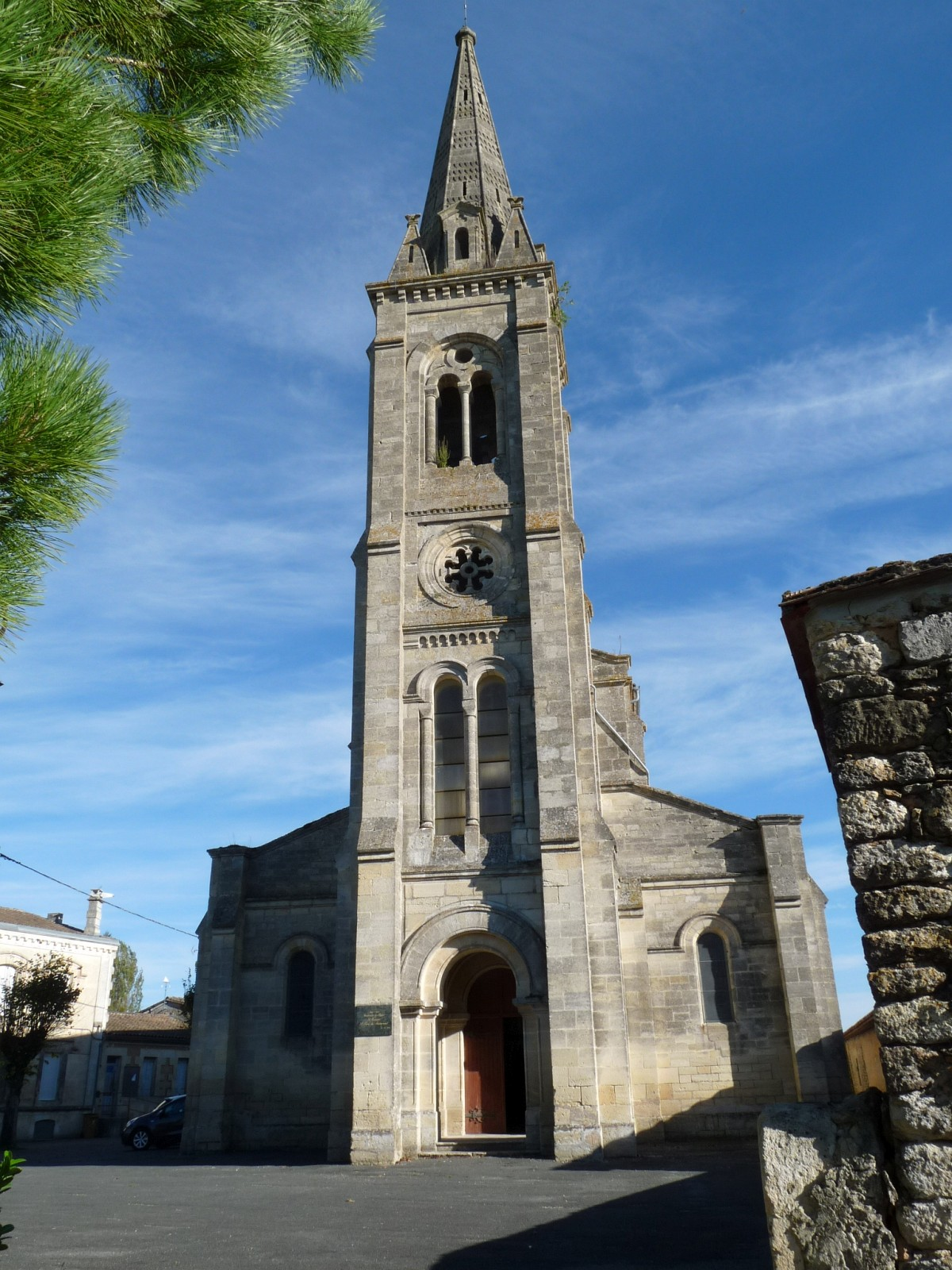
L'église et son clocher-porche
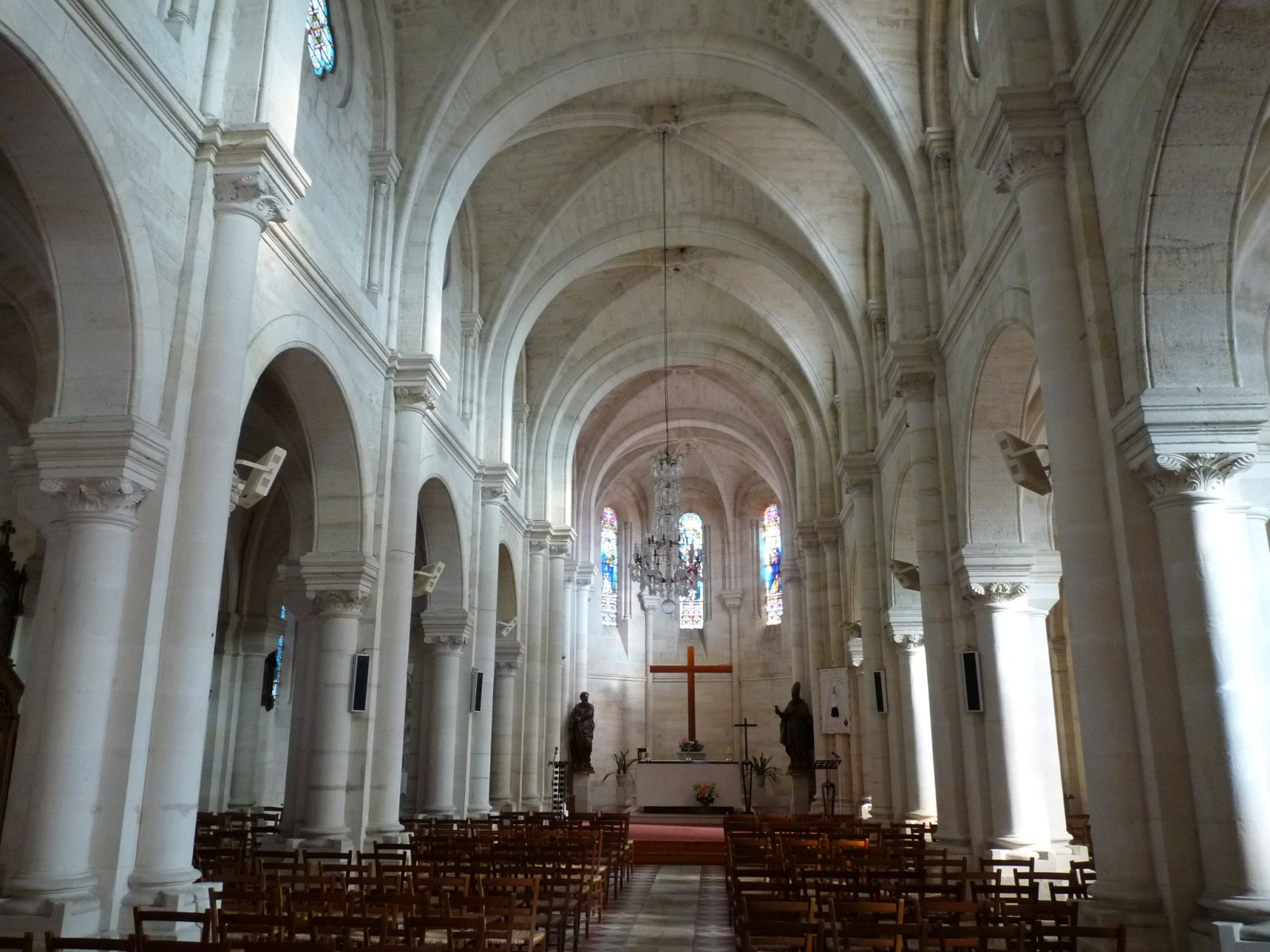
Intérieur de l'église
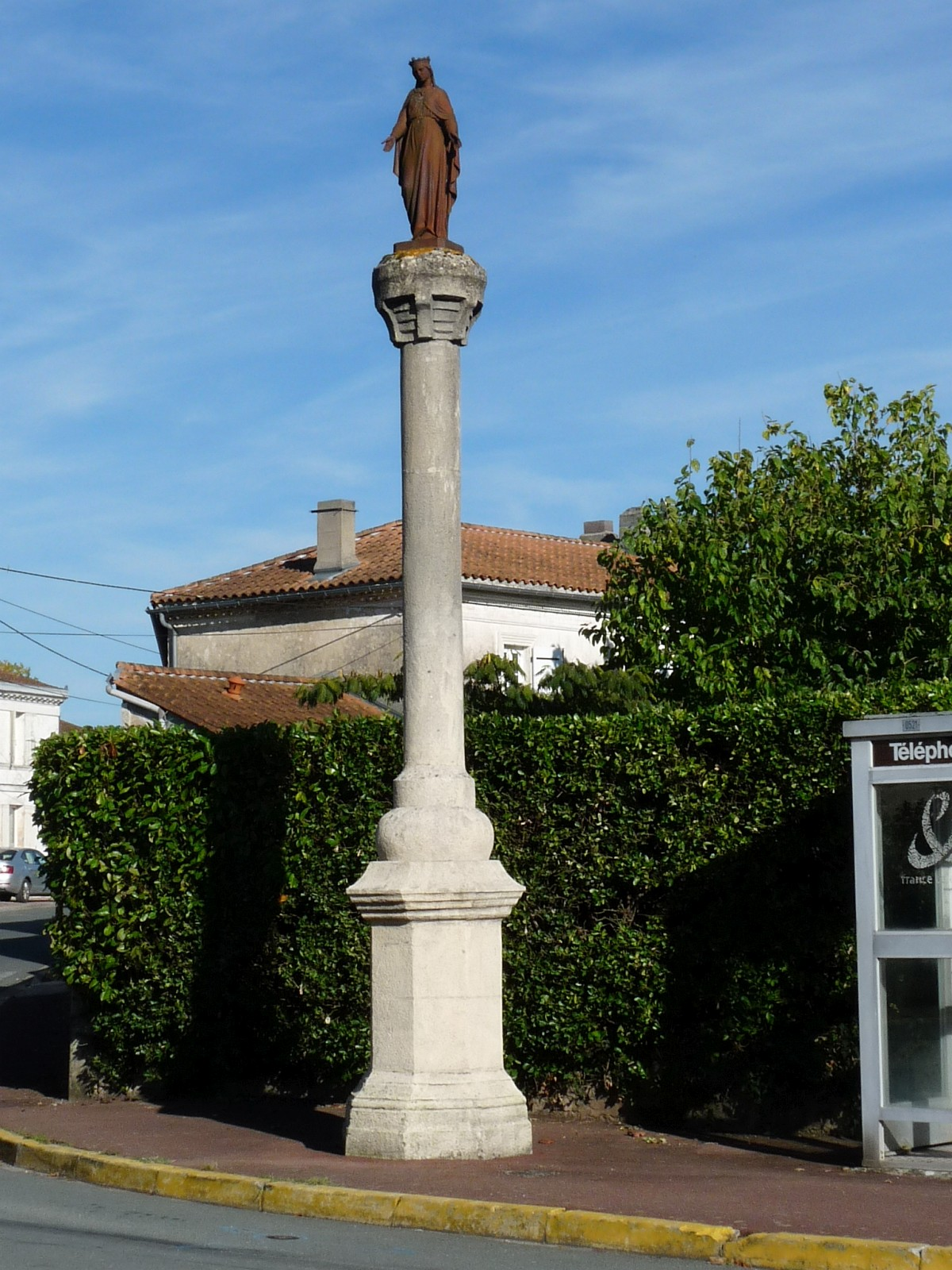
La colonne à la Vierge
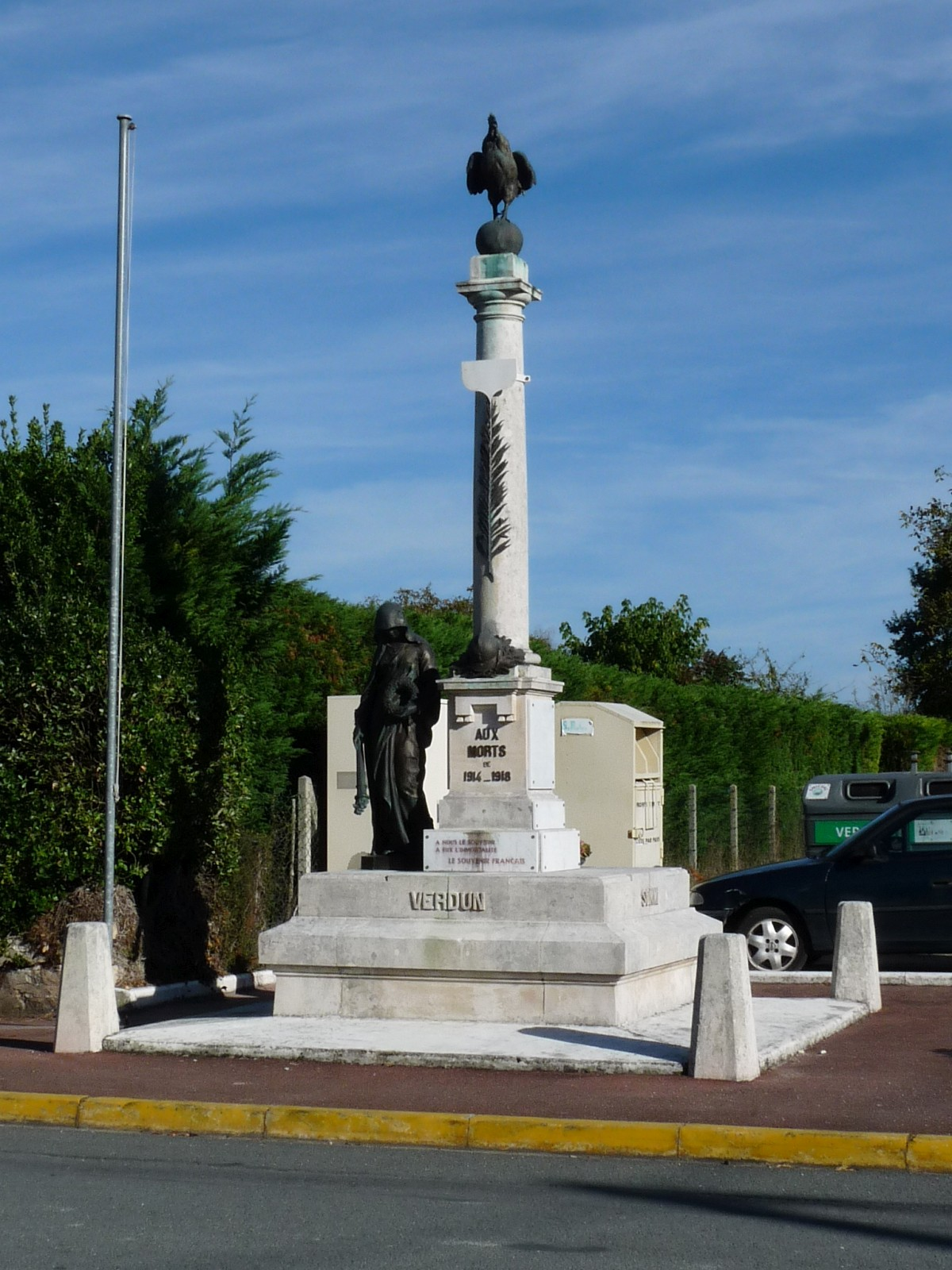
Le monument aux morts

### Personnalités liées à la commune
- François Boissonnot (1752-?), député du tiers état aux Etats-Généraux de 1789 pour la sénéchaussée de Bordeaux, né à Saint-Paul

### Héraldique
| Blason de Saint-Paul (Gironde) | Blason  | D'or à la croix en filet de gueules cantonnée au premier de trois tonneaux au naturel cerclés d'argent, couchés en bande et ordonnés en chevron couché, au deuxième d'une grue de sable tenant sa vigilance d'argent, au troisième de la tour couverte du lieu au naturel, au quatrième d'une grappe de raisin de pourpre tigée et vrillée de sable. |
| Blason de Saint-Paul (Gironde) | Détails | Officiel, présent sur le site internet de la commune. |